# Pinnacle Airlines Flight 3701

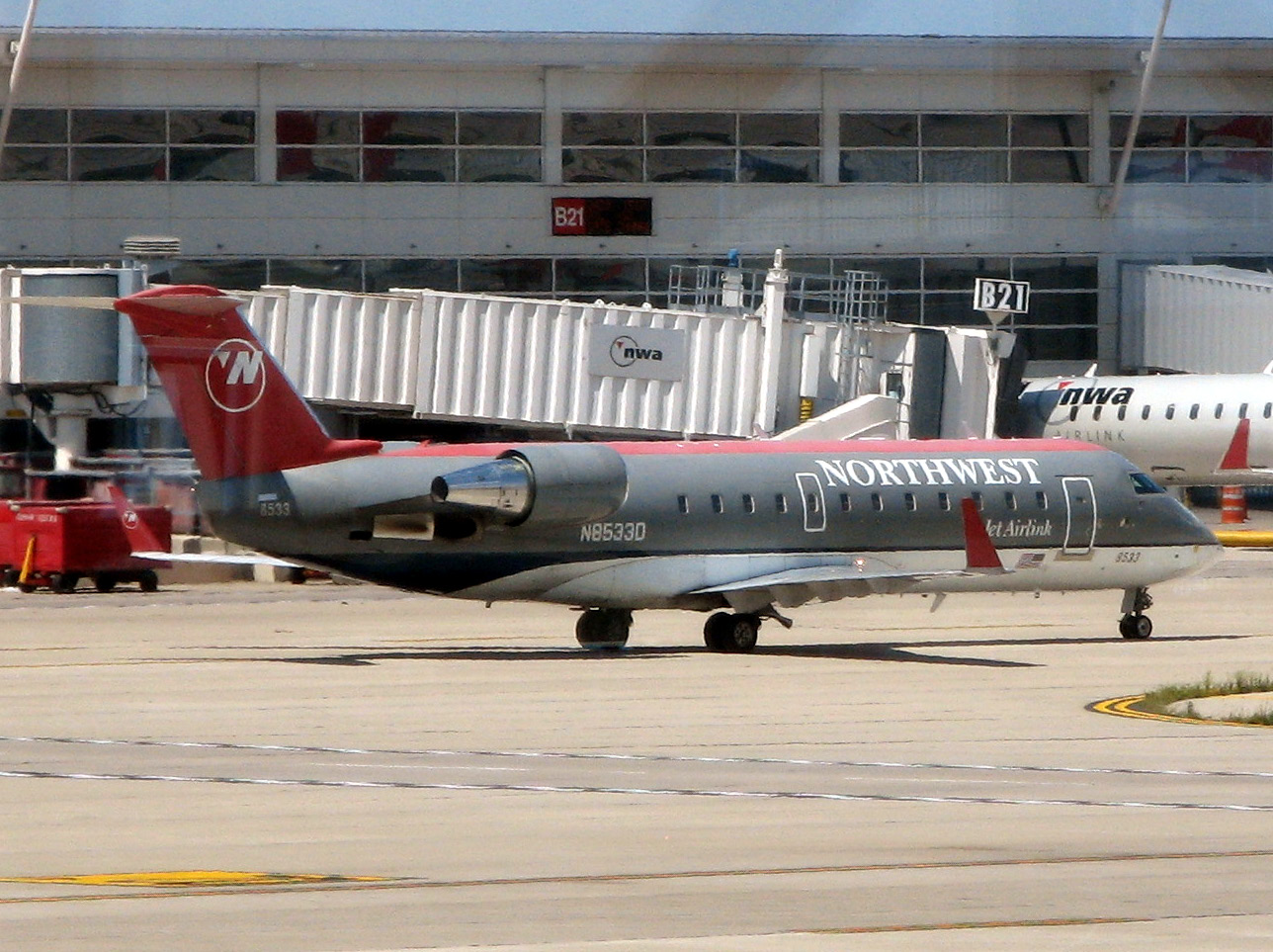
En liknande CRJ-200 av Northwest Airlink, flygbolaget som Pinnacle Airlines flög med.

Pinnacle Airlines Flight 3701 var ett flygplan som störtade i Missouri i USA år 2004 under en förflyttningsflygning utan passagerare från Little Rock National Airport i Little Rock, Arkansas, till Minneapolis–Saint Paul International Airport. Flygplanet var en Bombardier CRJ-200 från flygbolaget Pinnacle Airlines (idag Endeavor Air), vilket flög med Northwest Airlink. Piloter var kapten Jesse Rhodes med andrepilot Peter Cesarz. 
Olyckan berodde på att de överskred planets kapacitet genom att stiga alldeles för fort, vilket resulterade i att båda motorer stannade, och inte återstartades.
Planet dök och slog ner på bakgården till en privatpersons egendom. Kapten Rhodes och andrepilot Cesarz dog omedelbart i kraschen. De var inga döda eller skadade på marken.
Olycksutredningen fastställde att kraschen berodde på piloternas oprofessionella beteende och ignorering av utbildning och procedurer.